# 로베르토 아본단시에리
로베르토 카를로스 "파토" 아본단시에리(스페인어: Roberto Carlos "Pato" Abbondanzieri, 1972년 8월 19일, 아르헨티나 산타페주 보우케트 ~ )는 은퇴한 아르헨티나의 골키퍼다.
아본단시에리는 1997년까지 아르헨티나 프리메라 디비시온의 로사리오 센트랄에 소속해 있었지만, 그 해에 아르헨티나의 명문인 보카 주니어스로 이적하였다. 처음에는 콜롬비아 대표 골키퍼 오스카르 코르도바의 대타였지만, 이적 후에 우수한 활약을 펼쳐 주전 골키퍼가 되었다. 보카 주니어스에서는 중심 선수로서, 코파 리베르타도레스에서 3번씩이나 우승컵을 들어올렸고, 2003년에는 남아메리카 최우수 골키퍼에도 선정되었다. 또, 2006년 여름에는 프리메라리가의 헤타페와 계약해, 처음으로 국외에서 뛰게되었다. 헤타페 소속으로 뛰었던 2006-07 시즌에는 프리메라리가 최소 실점을 기록해 사모라 상을 수상하는 등 팀의 주전 골키퍼 자리를 꿰찼다.
그가 대표팀으로 데뷔한 것은 2004년 6월 6일에 벌어진 파라과이와의 경기로, 2006년 FIFA 월드컵에서는 클럽과 대표팀에서의 실적이 인정되어, 아르헨티나의 주전 골키퍼로 다섯 경기에 출전했다. 이 다섯 경기 중 마지막 경기였던 독일과의 8강전에서는 미로슬라프 클로제와 충돌로 갈비뼈가 골절되는 부상으로 교체되었고, 팀은 승부차기까지 몰린 끝에 패했다.
아본단시에리가 은퇴한 이후 아르헨티나 축구 국가대표팀 골키퍼 계보가 암울한 상황이 되었으나 이후 아본단시에리 이상의 뛰어난 골키퍼인 에밀리아노 마르티네스의 등장으로 다시 아르헨티나 축구 국가대표팀 골키퍼가 황금기를 맞이했다.